# Erma (prénom)
Pour les articles homonymes, voir Erma.
Erma est un prénom féminin pouvant désigner :

## Prénom
- Erma Bergmann (en) (1924-2015), joueuse américaine de baseball
- Erma Bombeck (1927-1996), humoriste et écrivain américaine
- Erma Bossi (1875-1952), peintre italienne
- Erma Elzy (en), directrice de théâtre américaine
- Erma-Gene Evans (en) (né en 1984), athlète sainte-Lucienne en lancer du javelot
- Erma Franklin (1938-2002), chanteuse de gospel américaine
- Erma Johnson Fisk (en) (1905-1990), écrivain et ornithologue américaine
- Erma Johnson Hadley (en) (1942-2015), enseignante et chancelière d'université américaine
- Erma Keyes (en) (1926-1999), joueuse américaine de baseball
- Erma Perham Proetz (en) (1891-1944), publicitaire et femme d'affaires américaine
- Erma Zarska (en) (1889-1971), soprano tchèque